# Maurice Gridaine
Maurice Gridaine, né le 2 août 1904 dans le 18e arrondissement de Paris et mort le 20 novembre 1986 à Cannes, est un architecte français.

## Biographie
Maurice André Camille Gridaine naît le 2 août 1904 dans le 18e arrondissement de Paris, du mariage d'Alfred Maurice Gridaine, architecte, et d'Eugénie Léonie Tourte.
Il se marie, en premières noces, le 9 novembre 1927 à Gembloux, avec Marguerite Marie Albertine Louise Ghislaine Jeandrain, puis, en secondes noces, le 3 novembre 1947 dans le 8e arrondissement de Paris, avec Yvonne Rosalie Pélissier (1898-1998).
Il a une fille, Monique, qui se marie avec Jacques Labro, architecte français lauréat du grand Prix de Rome en 1961, frère de Philippe Labro journaliste, écrivain et réalisateur.
Il exerce son métier d'architecte au 31, avenue de l'Opéra dans le 1er arrondissement de Paris.
Au début des années 1950, il acquiert le Manoir de l’Étang à Mougins. Il le restaure pendant plus de 30 ans, et, dans les années 1980, après le décès de son père, sa fille Monique décide de convertir le Manoir de l'Étang en hôtel afin que sa mère puisse y finir ses jours. Philippe Labro dirige quelques films au Manoir.
Il meurt le 20 novembre 1986 à Cannes.

## Principales réalisations
- Le cinéma dit Palais des Festivals, puis Palais Croisette à Cannes (1949)[4],[5].
- La transformation de la taverne du Palace-Hôtel de Bruxelles[6].
- L'immeuble Dupont-Bastille (1937)[7].
- Le cinéma La Scala, boulevard de Strasbourg dans le 10e arrondissement de Paris (1936).
- Le cinéma Le Berlitz à l'intérieur du palais Berlitz dans le 2e arrondissement de Paris.
- Les motels du golf du Touquet-Paris-Plage (1956)[8].
- Modification de l'auberge, relais de poste dite Auberge de l'Image Saint-Martin à Rambouillet[9].

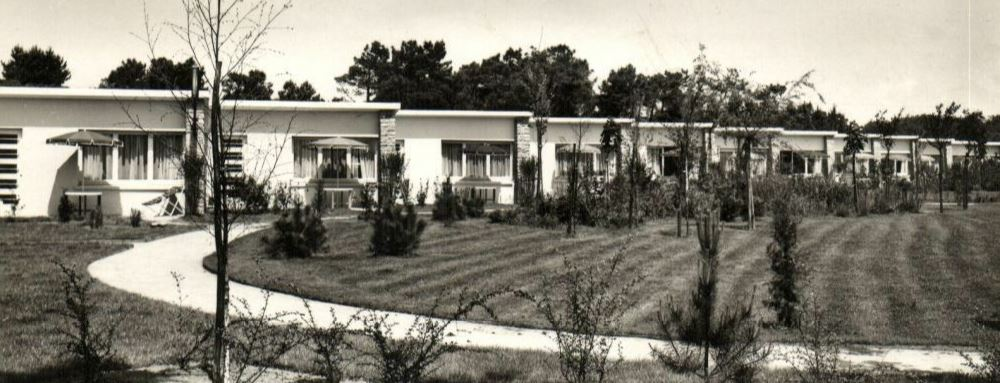
Les motels du golf au Touquet-Paris-Plage.

## Hommage
La municipalité de Mougins lui rend hommage en donnant son nom à une avenue, l'avenue Maurice Gridaine.

## Pour approfondir